# Marie-Catherine Sentuary
Pour les articles homonymes, voir Sentuary et Eucharis.
Marie-Catherine Sentuary est une élégante française née le 11 janvier 1747 à Saint-Denis de l'île Bourbon et morte le 24 avril 1783 à Bordeaux. 

## Biographie
Fille de Jean Sentuary, qui fut brièvement gouverneur de Bourbon en 1763, sœur aînée de celle qui par son mariage devint Michelle de Bonneuil, elle fut comme elle chantée par les poètes, notamment par Antoine Bertin, autre Bourbonnais vivant en France qui en fit sa muse et la surnomma Eucharis.